# Vakoenajka
De Vakoenajka (Russisch: Вакунайка) is een 362 kilometer lange rivier in de Russische oblast Irkoetsk en vormt een zijrivier van de Tsjona in het stroomgebied van de Lena.
De rivier ontspringt in het centrale deel van het Midden-Siberisch Bergland en wordt gevoed door sneeuw en regen. De belangrijkste zijrivier is de Killemtine aan rechterzijde.